# Calling Rastafari
Calling Rastafari är ett musikalbum av den jamaicanske reggaesångaren Winston Rodney, känd under artistnamnet Burning Spear, som genom detta album vann sin första grammy. Calling Rastafari vann 2000 en grammy för det föregående årets (1999) bästa reggaealbum, dvs Grammy Award for Best Reggae Album. Nominerade konkurrenter var Aswad (Roots Revival), Beenie Man (The Doctor), Steel Pulse (Living Legacy) och Third World (Generation Coming). Inspelningstekniker och exekutiv producent var Barry O'Hare respektive Sonia Rodney.

## Team Calling Rastafari

### Musiker
Burning Band
- Stephen Stewart - keyboard
- James Smith - trumpet
- Num H.S. Amun’Tehu - percussion
- Clyde Cumming - saxofon
- Micah Robinson - trombon
- Burning Spear - percussion, harmonisång

Gästmusiker
- Howard "Saxy" Messam - saxofon
- Wayne Arnold - elgitarr
- Ian "Beezy" Coleman - rytmgitarr, elgitarr, harmonisång
- Chico Chin - trumpet
- Uziah "Sticky" Thompson - percussion
- Shawn "Mark" Dawson - trummor
- Chris Meridith - basgitarr
- Carol "Passion" Nelson - harmonisång
- Rochelle Bradshaw - harmonisång
- Lesline Kidd - harmonisång
- Yvonne Patrick - harmonisång

### Teknisk personal
- Alla låtar skrivna och arrangerade av Burning Spear
- Exekutiv producent - Sonia Rodney
- Alla låtar publicerade av Burning Spear Publishing, ASCAP
- Albumet inspelat i Grove Recording Studio, Ocho Rios, Jamaica
- Inspelningstekniker Barry O'Hare
- Mixning av Barry O'Hare & Burning Spear
- Mastering av Toby Mountain at Northeastern Digital Recording, Southborough, MA
- Överseende och  and texttranskription av Joshua Blood
- Fotografi av David Corio
- Design av Anne Murdock